# Palacio de Alcañices
El palacio del Marqués de Alcañices, también conocido como palacio de Alcañices, fue un edificio, actualmente desaparecido, que estaba situado en la calle de Alcalá de Madrid, sobre los terrenos que ocupó la vivienda de Luis de Haro, VI marqués del Carpio y valido de Felipe IV. Pertenecía a la parroquia de San Sebastián, y ocupaba el número 74 de la numeración moderna de la calle; su otra fachada lindaba con el paseo del Prado. Debía su nombre a sus propietarios, el último de ellos José Osorio y Silva, mentor de Alfonso XII, conocido como Pepe Osorio, el gran duque de Sesto, quien también ostentó el de marqués de Alcañices, entre otros.
Fue vendido en 1882 con motivo de las obras de prolongación de las calles Zorrilla y de los Madrazo, y en la actualidad, en parte de los terrenos que ocupaban el palacio se levanta el edificio del Banco de España.

## Historia
Se desconoce la fecha de su construcción, que fue llevada a cabo sobre las casas de Luis de Haro, valido de Felipe IV . Tampoco es conocida la cronología de propietarios del mismo, y aparece en 1790 habitado por Pedro de Alcántara Téllez-Girón y Beaufort Spontin y María Josefa Pimentel, duques de Béjar. A finales del siglo XVIII fue adquirido por Manuel Miguel Osorio y Spínola, XV marqués de Alcañices, quien lleva a cabo una primera reforma en 1804 para evitar el desplome de la fachada.

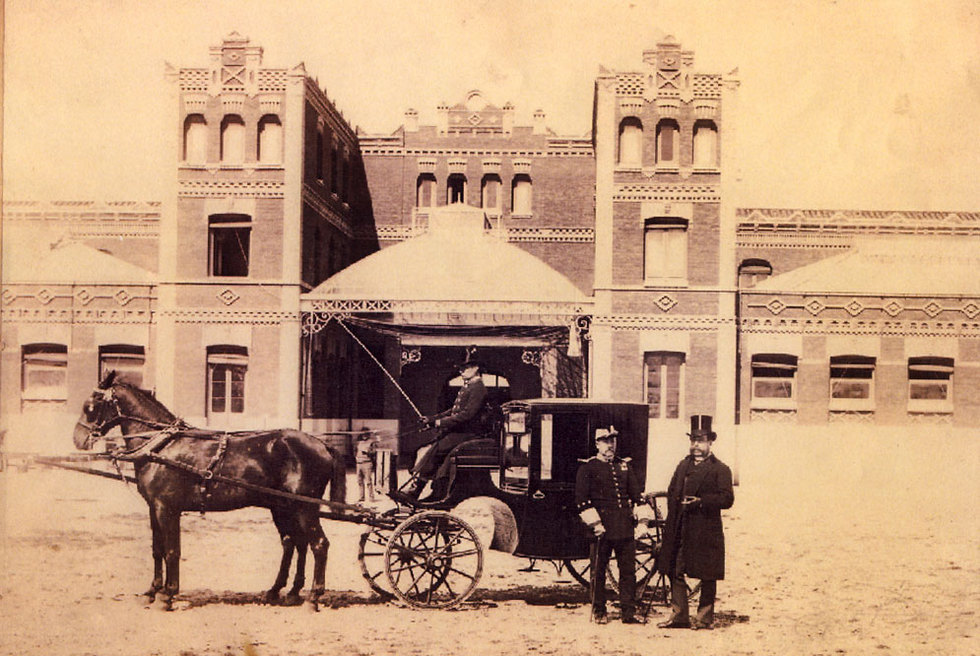
El duque de Sesto y el marqués de Sotomayor frente a las caballerizas del palacio

Es heredado por su hijo, Nicolás Osorio y Zayas, quien gastó en las obras de remodelación llevadas a cabo en 1847 la cantidad de 2 millones de reales. Su gran afición por los caballos, hasta el punto de ser uno de los fundadores de la Sociedad de Fomento de la Cría Caballar de España, hizo que en 1854 llevase a cabo la construcción de nuevas caballerizas. Tras su muerte, acaecida en Madrid el 31 de enero de 1866 pasa a manos de su hijo José Osorio y Silva, duque de Sesto, quien encarga a Francisco de Cubas una importante reforma del edificio en 1872, tras su boda con la princesa Sofía Troubetzkoy, y también debido al papel político jugado por el matrimonio en la Restauración borbónica; habitado por los duques de Sesto, el palacio se convirtió en el centro de las reuniones alfonsinas.
Los gastos que ocasionaron su apoyo a la monarquía (calculados entre 15 y 20 millones) junto con las obras de prolongación de las actuales calles Zorrilla y de los Madrazo, hicieron que el duque de Sesto vendiese el palacio en 1882 al consejo del Banco de España, comprando un nuevo solar al año siguiente en el Ensanche para construir un nuevo palacio del que únicamente levantó las caballerizas, pues se trasladó a un palacete de su propiedad, donde falleció en 1909.